# Storia dell'Associazione Calcio Monza
L'Associazione Calcio Monza, società calcistica italiana con sede nella città di Monza, viene fondata nel 1912.

## Storia

### Gli esordi
(Il Cittadino, 1 settembre 1912)
Il calcio a Monza arrivò nei primi anni del Novecento quando vennero fondate le prime società cittadine, tra cui Pro Victoria, Pro Monza e la Pro Italia. Queste ultime due società poi si fusero dando vita alla sezione calcistica del Veloce Club Monzese. Il 1º settembre 1912 venne fondato il Monza F.B.C.. La prima sede del neonato club trova spazio presso il Caffè Pasticceria Roma. La prima vittoria ufficiale è datata 20 settembre, pochi giorni dopo la fondazione, quando i biancazzurri (colori utilizzati nelle prime apparizioni) batterono la Juventus Italia per 2-1 sul campo di Triante, allora chiamato fuori porta perché situato fuori dai limiti daziari cittadini di Via Cavallotti.
Nel 1913 la sezione calcio si staccò dalla polisportiva ciclistica: cambiò nome in Pro Monza e fondendosi con i dissidenti della Forti e Liberi sotto il nome di Juventus F.C. e con il Monza F.B.C. nacque l'A.C. Monza. Le prime partite vennero disputate contro squadre della Brianza e del Ticino. Il primo trofeo conquistato dalla squadra monzese fu la Coppa Colli, battendo in finale per 3-2 il Saronno.
Esordì nel campionato di Terza Categoria e al termine della stagione regolare ottenne il terzo posto nel girone B del campionato lombardo. Nel 1914 prese parte al campionato lombardo di Promozione e si classificò al 6º posto nel girone B. La guerra imperversava e i campionati ufficiali vennero interrotti ma non tutte le società sospesero l'attività alla partenza dei giocatori con la chiamata alle armi: la squadra monzese rimase in vita perché aveva abbastanza giovani (nati dopo il 1895, perché bisognava avere almeno 20 anni per essere chiamati alle armi) per prendere parte ad alcuni tornei gestiti da società affiliate alla F.I.G.C approvati dal Comitato Regionale Lombardo. Nel 1917 accade un fatto piuttosto grave: il 2 dicembre (ultima partita dei gironi eliminatori), dopo la sconfitta interna per 2-3 contro il Legnano nella Coppa Saronno, il Monza venne punito per aver tirato dei sassi all'arbitro e ai giocatori della squadra ospitata all'uscita del campo mentre questi si avviavano verso la stazione, subendo la squalifica del campo per 5 mesi e un'ammenda di 50 lire, sanzione che se reiterata le sarebbe costata la definitiva messa al bando da tutti i campionati ufficiali. La società brianzola non riuscì a pagare la multa di 50 lire (come disse il cassiere Giuseppe Verderio che invano cercò di recuperarli) e scappò dalla F.I.G.C. per partecipare i tornei U.L.I.C., supplendo alla mancanza dei giocatori richiamati al fronte con quelli delle squadre ospitate oppure concederli agli avversari, perché questo era il patto di fratellanza stretto dalle squadre uliciane. Il suo regime di clandestinità nei confronti della Federazione durò fino al 1919 quando alla prima assemblea regionale, dovendo cancellare con un colpo di spugna le colpe del Commissario Mario Trinchieri e del Reggente della F.I.G.C. Francesco Mauro per lo scandalo della partita della Coppa Mauro Legnano-Inter 1-0 annullata "a tavolino" dopo aver torchiato l'arbitro Rigoletto Trezzi per fargli ammettere che il gol era in fuori gioco, le venne condonato il debito e i brianzoli tornarono a disputare i campionati ufficiali.
Il 5 ottobre 1919 il Monza tentò l'assalto alla Prima Categoria, nello spareggio di Milano contro la Trevigliese, i brianzoli cedettero per 3-2 ma vincendo il girone B di Promozione ottenne l'accesso alle finali: si classificò al 2º posto e venne promosso al massimo campionato dell'epoca. L'anno successivo il Monza si classificò all'ultimo posto nel girone eliminatorio, rimanendo a secco di punti e subendo ben 18 reti a fronte delle sole 2 marcature messe a segno nelle partite contro Milan e Pro Patria. Nella stagione 1921-1922 il Monza prende parte al campionato organizzato dalla Federazione Italiana Giuoco Calcio ma non riuscì a qualificarsi per le semifinali interregionali. La squadra si classifica al 2º posto, con 5 punti frutto di due vittorie (contro la Juventus Italia e il Casteggio), un pareggio (in casa della capolista Enotria Goliardo) e di tre sconfitte, di cui una rimediata tra le mura amiche. Con la riforma del campionato di calcio nella stagione 1922-1923 il Monza venne ammesso, assieme alle altre società non avvezze all'attività nazionale, al campionato di Seconda Divisione, categoria che mantenne fino al 1926, anno in cui una nuova ristrutturazione dei tornei confinò il sodalizio brianzolo nella Seconda Divisione gestita dal Direttorio Divisioni Inferiori Nord di Genova. Nel 1926-1927 i brianzoli conquistarono comunque il titolo di categoria e la promozione alla Prima Divisione gestita dal Direttorio Divisioni Superiori di Milano, e all'inizio del campionato 1933-1934 il club monzese cambiò i colori sociali, assumendo il bianco e il rosso.

### La Serie C e il record in Coppa Italia
(Giuseppe Verderio, cassiere del Monza tra il 1917 e il 1966)

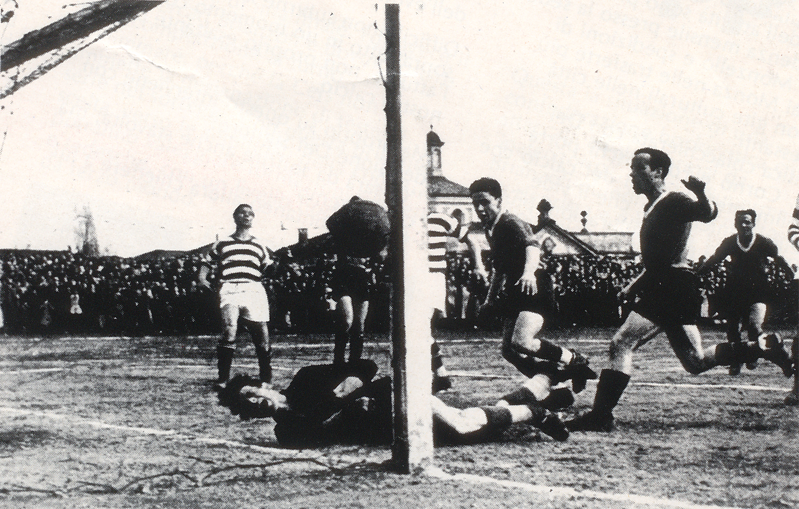
Del Signore mette a segno una rete in un derby con la Pro Lissone degli anni cinquanta

Tra gli anni trenta e cinquanta il Monza militò stabilmente nel campionato di Prima Divisione che successivamente nel 1935 divenne il campionato di Serie C. Il 18 settembre del 1932 i dirigenti monzesi, per festeggiare i vent'anni dalla nascita della società, organizzarono la Coppa del Ventennio: nella prima finale la Falck agguantò il terzo posto sconfiggendo il Fanfulla 4-2, mentre tra Monza e Pavia finì 2-2. I bassaioli si aggiudicheranno la vittoria in una successiva gara dato che non erano ancora previsti i calci di rigore. Nel 1938-1939 il Monza stabilì il record per compagini di Serie C in Coppa Italia arrivando fino ai quarti di finale dove venne eliminato in casa dal Genova 1893 per 2-1. Il record venne battuto solo nel 1984 dal Bari che raggiunse le semifinali.
La truppa monzese veniva inserita in un girone prettamente milanese-brianzolo e molto spesso venivano incontrate squadre limitrofe: epici i derby contro i rivali della Pro Lissone, quando le trasferte venivano effettuati dai primi tifosi a bordo degli autocarri e dei furgoni utilizzati durante la settimana per le esigenze lavorative. Con il passare del tempo, crebbero i mezzi a disposizione del club e gli obiettivi si fecero sempre più grandi. Con l'arrivo alla presidenza di Giuseppe Borghi nel 1949 vennero gettate le basi per la promozione in serie cadetta. Sotto la guida di Annibale Frossi, con gli innesti di numerosi giocatori di notevole caratura e trascinati dai gol di Bruno Dazzi (29 nella stagione 1950-1951), due anni dopo ad Omegna, il 4 giugno 1951 scoppiò la gioia dei monzesi che conquistarono la matematica promozione in Serie B al termine di una cavalcata durata 38 giornate.

### L'approdo in Serie B

Giovanni Cuzzoni, centravanti del Monza dal 1951 al 1954

Nordhal in Monza-Roma del 1952; sullo sfondo le tribune del Sada

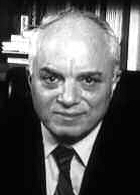
Umberto Colombo, mediano del Monza dal 1952 al 1954, poi Campione d'Italia con la per tre volte

Carlo Tagnin, difensore del Monza dal 1954 al 1957, poi Campione d'Italia con l' per due volte

L'esordio tra i cadetti avvenne in una stagione difficile come quella del 1951-1952. A contendersi l'unico posto valido per la promozione diretta nella massima serie c'erano le neoretrocesse Roma e Genoa insieme al Brescia. Il campionato venne vinto dai giallorossi mentre i brianzoli si salvarono solamente all'ultima giornata. A Monza si registrò il primo "tutto esaurito" l'8 dicembre 1951 in occasione del match contro la Roma. Allo stadio comunale erano numerosi i sostenitori giunti da ogni parte d'Italia per sostenere la squadra capitolina ma l'orgoglio dei fedelissimi ai colori biancorossi fece stracolmare gli spalti: oltre 12.000 furono le persone presenti al San Gregorio. Il risultato premiò gli ospiti che si imposero per 2-0 ma i padroni di casa non sfigurarono. La formazione di Frossi riuscì però nell'impresa di sconfiggere l'armata rossoblu del Genoa il 4 maggio del 1952 grazie un gol allo scadere del primo tempo realizzato da Cuzzoni.

### L'arrivo di Sada e del marchio Simmenthal
Dopo un campionato tranquillo conclusosi in ottava posizione, nel 1954-1955 scoppiò una crisi dirigenziale all'interno della società, al termine di una stagione difficile e travagliata. Al comando del sodalizio venne posto Gino Alfonso Sada, titolare dell'industria alimentare Simmenthal. Per dieci anni il marchio venne abbinato ai colori biancorossi e il connubio portò a conseguire ottimi risultati, tra i migliori nella storia del club brianzolo. Dopo appena un anno il Monza fu di nuovo in prima linea, ma l'amarezza per la mancata promozione in Serie A è molta: terzo posto in coabitazione con il Como. I brianzoli tentarono ancora la promozione ma i risultati non arrivarono. Nel 1962 ricorre il cinquantesimo della fondazione e in quella occasione il "presidentissimo" rassegna le sue dimissioni: ciò lascia tutta la Brianza in apprensione per le sorti del club monzese ma il primo cittadino dell'epoca, Giovanni Centemero, riuscì nell'intento di far tornare Sada sui propri passi il quale rimase alla guida ancora per una stagione.

### La retrocessione e l'immediata risalita
Il rammarico per l'esito negativo della stagione del 1965-1966, che portò i brianzoli a lasciare la cadetteria dopo 15 anni consecutivi di permanenza, dura ben poco, infatti dopo appena un anno ci fu il ritorno in Serie B. Il Monza subì un ringiovanimento dell'organico e questa scelta portò i frutti desiderati: la squadra rimase nelle prime posizioni per l'intero arco della stagione e a suon di vittorie giunse allo spareggio con il Como nella cornice dello stadio comunale di Bergamo. Un gol di Maggioni mandò in delirio i diecimila tifosi giunti dalla Brianza; la notizia giunse a Monza via telefono e si diffuse a macchia d'olio nell'intera città la quale accolse il pullman di ritorno dalla trasferta in un tripudio di gioia.

### L'arrivo di Radice in panchina
Il Monza della stagione 1969-1970 fu pronto a lottare per un posto in Serie A. Alla guida dei brianzoli venne chiamato Luigi Radice, alle prime esperienze come allenatore. Il tecnico di Cesano Maderno svolse un ottimo lavoro e alla penultima giornata i biancorossi, di scena a Varese, erano al secondo posto; a ruota seguivano Foggia, Catania e l'avversario di giornata. All'iniziale vantaggio di Caremi, Bettega e Braida ribaltano il risultato e a gioire furono i varesini. Al Monza rimasero solo numeri da record, come i gol subiti in casa: solo 7 volte Luciano Castellini venne battuto tra le mura amiche.

### La presidenza Cappelletti e la stagione dei trofei

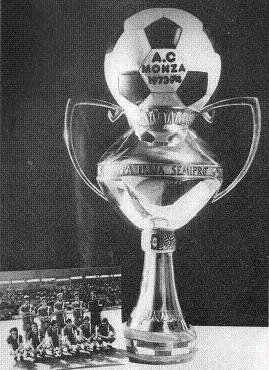
La Coppa Italia di Serie C del 1974

Il sodalizio brianzolo si rinnovò nella stagione 1972-1973, acquisendo un assetto tattico all'avanguardia. Alla presidenza arriva Giovanni Cappelletti, ex calciatore e noto industriale. Un'altra figura di spicco che entrò nell'organico societario fu Italo Allodi, precursore degli odierni general manager del calcio italiano. I risultati conseguiti sul campo non ripagarono inizialmente il notevole lavoro portato avanti dal club brianzolo e sul terreno di gioco del Bari il Monza abbandonò nuovamente la Serie B. Ciò provocò una reazione d'orgoglio da parte del presidente che decise di non gettare la spugna ma di accettare la nuova sfida.
Con la retrocessione in Serie C il Monza scoprì un nuovo torneo che nel corso degli anni successivi gli consegnerà diverse soddisfazioni: la Coppa Italia di Serie C. I brianzoli si giocarono il loro primo trofeo di categoria il 29 giugno 1974 nella finale del Porta Elisa di Lucca contro il Lecce. I pugliesi consegnarono la coppa nelle mani del capitano biancorosso Roberto Anzolin mettendo a segno un'autorete con Di Somma. L'errore del difensore salentino permise ai biancorossi di gioire per il primo trofeo nazionale messo in bacheca. Il Monza centrò il bis nell'edizione 1974-1975, sconfiggendo il Sorrento il 29 giugno 1975. Il trofeo si decise alla lotteria dei rigori, terminata 4 a 3 con realizzazione decisiva di Sanseverino.
Nella stagione successiva (1975-1976) il Monza fu determinato a conquistare la Serie B e si dimostra un autentico rullo compressore, tant'è vero che al termine della stagione il distacco dalla seconda classificata (la Cremonese) è di ben 12 punti. I brianzoli possono festeggiare la promozione con 5 turni di anticipo.

#### La vittoria nel Torneo Anglo-Italiano
La stagione si chiuse con il successo nel prestigioso Torneo Anglo-Italiano. Le squadre iscritte al torneo erano, per l'Italia, Teramo, Pistoiese, Udinese, Benevento e Siracusa, mentre per l'Inghilterra partecipavano Wimbledon, Nuneaton B., Wycombe W., Scarborough, Stafford R. ed Enfield. Il Monza giocò le prime due partite fuori casa, contro Scarborough (0-0) e Stafford Rangers (0-1), ed il ritorno in casa, contro le medesime avversarie (vittoria 2-1 e pareggio 1-1). In seguito ai risultati ottenuti il Monza risultò essere la migliore squadra italiana e dovette affrontare il Wimbledon (migliore squadra inglese) in finale. La partita, molto dura, si giocò allo stadio Sada e venne decisa da un gol siglato da Casagrande nel finale.

### Serie A: sogno proibito

Il Monza del campionato 1977-1978

Il Monza si presentò ai nastri di partenza della stagione 1976-1977 con l'etichetta di matricola ma ben presto se la scrollò di dosso diventando una delle protagoniste di un campionato difficile con formazioni blasonate quali il Vicenza di Paolo Rossi e il Cagliari di Virdis. Le parate di Terraneo e i gol di Silva portarono il Monza a un soffio dalla promozione: la sconfitta all'ultima giornata a Modena dopo tre pareggi, tra cui quelli contro il Catania e il Brescia, tagliò fuori la squadra brianzola dagli spareggi con Atalanta, Cagliari e Pescara.
(Titolo del Corriere della Sera del 29 maggio 1978)
La stagione successiva arrivò la seconda scottatura per i tifosi biancorossi; la trasferta di Pistoia, come quella di Modena dell'anno precedente, si concluse con un terribile esito. Dopo aver condotto egregiamente la stagione e convinto anche i giornalisti con una prova di carattere contro l'Ascoli già promosso (4-2 il finale), l'ambiente monzese venne scosso nella settimana decisiva da un atto di vandalismo presso lo stadio Sada: ignoti si erano introdotti nell'impianto sportivo nella notte tra lunedì e martedì e segarono i pali di una porta; la società per evitare ripercussioni sull'andamento della partita e del campionato decise di portare la squadra in un ritiro top secret in Emilia, all'oscuro dei riflettori della stampa e dei tifosi. Intanto gli ultras si prepararono alla trasferta organizzata: £ 8 000 il costo del biglietto per il treno speciale e per l'ingresso allo stadio. L'accoglienza nella città toscana non fu delle migliori, infatti i tifosi vennero presi a sassate appena scesi dai vagoni. La squadra perse 2-0 ed esplose la rabbia, che sfociò in un assalto alla sede di via Manzoni: solo con l'intervento delle forze dell'ordine vennero placati gli animi verso la notte inoltrata. A causa della sconfitta, il Monza venne sorpassato dall'Avellino a pari merito con il Catanzaro e non riuscì a prendere parte agli spareggi.

Il Monza del campionato 1978-1979

Ma fu nella stagione 1978-1979 che il Monza si avvicina più che mai alla Serie A. La squadra brianzola iniziò a suscitare simpatia in diversi angoli del Paese e l'idea di un triplice derby milanese nella massima serie affascinò i giornalisti sportivi dell'epoca. Al penultimo turno di campionato basterebbe un pareggio in casa con il Lecce per raggiungere il traguardo della massima serie, ma successe l'imprevedibile. La formazione pugliese giocò alla morte nonostante il sesto posto già acquisito e il Monza restò in 10 per l'espulsione di Corti, quindi la formazione leccese passò in vantaggio a 5 minuti dalla fine del primo tempo con un gran tiro dalla distanza di Loddi. Il Monza avrebbe l'occasione di pareggiare, ma il rigore calciato da Massimo Silva (per un fallo su Scaini) non fu irresistibile e il portiere riuscì a respingere. Il Pescara, poche settimane prima dato per spacciato nei giochi relativi alla promozione, vinse contro la Pistoiese e agguantò al terzo posto in classifica i biancorossi a 46 punti. Nell'ultima giornata le due squadre vincono entrambe. Si va così allo spareggio sul campo neutro di Bologna: gli abruzzesi vennero supportati da quasi trentacinquemila tifosi contro i poco più di tremila monzesi. Finì 2-0 per il Pescara con i gol di Pavone e autorete di Giusto. Per la terza volta consecutiva, il Monza, pur essendoci vicino, non riesce ad arrivare in A.
(Giovanni Cappelletti dopo Monza-Bari)

Il Monza del campionato 1979-1980

L'ultima stagione di Cappelletti alla presidenza del Monza (1979-1980) fu anche l'ultima nella quale i brianzoli avevano le potenzialità per raggiungere la massima serie. La squadra brianzola cercò di puntare sui giovani talenti, ottenendo ottimi risultati: è l'anno della coppia M&M, Paolo Monelli e Daniele Massaro, due ragazzi lanciati nel calcio grazie alla convinzione del presidente monzese. Lo stesso Cappelletti fu il precursore del progetto dello stadio Brianteo, un nuovo impianto più agevole e dinamico, conforme alle esigenze di una società che puntava in alto. Questa volontà emerse dopo l'esperimento messo in atto allo stadio di San Siro, quando il Monza giocò il match interno contro il Bari: sugli spalti della Scala del calcio accorsero quasi 20 000 spettatori.
(Marco Nicoletti in merito a Monza-Como del 1980)

Massimo Silva

Il 13 aprile 1980 in un acceso derby Monza-Como accadde uno dei torti arbitrali più incisivi ed eclatanti che la società brianzola abbia mai subito nella sua storia. Il Como, sotto per 3-1, cercò di recuperare e segnò al 73' con Pozzato. I lariani, riversati nell'area monzese, vogliono il pareggio. All'ultimo disperato tentativo Corti servì con un diagonale Nicoletti, tampinato alle spalle da Giusto. L'attaccante ospite si aggiusta il pallone con una mano e l'arbitro, Luigi Agnolin, fischiò clamorosamente un calcio di rigore per il Como che fece rimanere esterrefatti gli oltre diecimila presenti: nessuno riuscì a capire come mai un arbitro internazionale non avesse sanzionato un vistoso fallo di mano e soprattutto punire la squadra sbagliata. Nel dopopartita si scatenò l'ira dei tifosi, dei giocatori e persino dei dirigenti. Il direttore di gara venne aggredito da un consigliere brianzolo e fu costretto a lasciare lo stadio dopo le 20.00, tra due ali di gente inferocita, scortato dalla polizia.
I biancorossi chiusero il campionato in quinta posizione, a soli tre punti dalla zona promozione, dopo che, nelle ultime quattro partite, aveva perso gli scontri diretti contro il Brescia e il Cesena, non riuscendo a sorpassare il primo e venendo invece sorpassato da quest'ultimo, e pareggiato col Vicenza, col quale condivise il punteggio finale, 42 punti, vincendo solo con il già retrocesso Parma. Si concluse così un ciclo costellato di trofei e promozioni, al quale però mancò il grande salto verso la Serie A, fallito per quattro anni consecutivi per poco..

### L'inizio dell'era Giambelli

Una fase di gioco di Lazio-Monza del campionato 1982-1983

All'inizio della stagione 1980-1981 il geometra Valentino Giambelli rilevò la società da Giovanni Cappelletti. Il Monza assunse la denominazione di Calcio Monza. L'allenatore non fu più Magni, al suo posto ci fu Sergio Carpanesi, mentre la squadra era sostanzialmente la stessa che l'anno precedente sfiorò la promozione. In questa stagione particolare, i biancorossi incrociano il proprio destino con quello di due nobili decadute a causa degli scandali del calcioscommesse: il Milan e la Lazio. Le cose si misero male fin dall'inizio della stagione; Carpanesi venne esonerato, ma neanche il suo successore, Lamberto Giorgis, riuscì a raddrizzare il campionato. A poche giornate dal termine, con la retrocessione ormai certa, nuovo cambio di allenatore, con la promozione di Franco Fontana (ex giocatore biancorosso) dal ruolo di allenatore della Primavera. Debuttarono in prima squadra due giovani molto promettenti provenienti dal settore giovanile, Fulvio Saini ed Angelo Colombo.

Loris Pradella (qui al Bologna), centravanti del Monza dal 1981 al 1983

Il Monza della stagione 1981-1982 fu completamente diverso da quello visto nella stagione precedente. La retrocessione comportò le cessioni di Monelli e Massaro alla Fiorentina, ma il Monza poté ancora contare su giocatori del calibro di Motta e Ronco, oltre ai confermati Saini e Colombo. Nonostante la squadra fosse completamente nuova, il Monza partì molto bene grazie a un'ottima difesa e a un attacco micidiale formato dal trio Bolis-Galluzzo-Pradella. La promozione arrivò alla penultima giornata con la vittoria contro la Triestina per 1-2 in casa della squadra alabardata, che rese matematico il raggiungimento del secondo posto alle spalle dell'Atalanta.

Fasi prima del fischio d'inizio di Monza- del campionato 1984-1985

Il ritorno in Serie B avvenne nel 1982, e affrontò di nuovo il Milan, stavolta retrocesso sul campo. Nella campagna estiva il Monza confermò in attacco Pradella mentre la partenza di Galluzzo viene rimpiazzata dall'arrivo di Lorenzo Marronaro, alla prima esperienza in un campionato cadetto. La salvezza matematica arrivò solo all'ultima giornata (2-2 a Bologna), frutto di un buon rendimento tra le mura amiche e dei gol messi a segno dalla coppia d'attacco (23 in due sui 40 gol totali). Alcune soddisfazioni però la formazione brianzola riuscì a togliersele, innanzitutto la posizione finale (7º posto, il migliore risultato della gestione Giambelli) e poi la vittoria contro le "aquile biancocelesti": un netto 2-0 con reti Papais e Pradella, in questa stagione ci fu anche il lancio di giovani promettenti come Riccardo Monguzzi '65, Luigi Andreoni '66, Giovanni Castellano '66, Carlo Rossi '66, Marcello Trotta '65 e Luca Aquilante '67.
Dopo altre due salvezze conquistate in extremis i biancorossi non riuscirono a ripetere le imprese delle passate stagioni concludendo il campionato 1985-86 in ultima posizione. Lo scarso rendimento fuori dalle mura amiche compromise la permanenza in serie cadetta (2 vittorie, 2 pareggi e ben 15 sconfitte). Uniche note positive furono le due vittorie esterne, ottenute su campi ostici, contro l'Empoli (poi promosso in Serie A) e all'Olimpico contro la Lazio (rete di "Dustin" Antonelli al 76').

### Il Monza dei giovani

Il Monza del campionato 1988-89

La stagione 1986-1987 è contrassegnata da un rinnovamento dell'organico. Il settore giovanile brianzolo riesce a sfornare diversi talenti che poi vengono lanciati nel professionismo e la società decide di puntare su giovani promesse provenienti anche da altre squadre. È il caso di Alessandro Costacurta, il quale viene prestato al Monza per una stagione e degli atleti di casa Pierluigi Casiraghi e Francesco Antonioli. Dopo appena due stagioni il Monza riesce a riconquistare la serie cadetta e la sua terza Coppa Italia di Serie C, piegando il Palermo in finale per 2-0 nell'ultima gara disputata dai biancorossi al vecchio impianto cittadino del Sada.
Nell'estate del 1988 avviene il battesimo dello stadio Brianteo: un nuovo impianto da 20.000 posti in grado di regalare alla città brianzola il "grande salto" nella massima serie. Le premesse sono buone e l'esordio è da ricordare: 2-1 in Coppa Italia contro la Roma davanti a 12 000 spettatori. La campagna abbonamenti va a gonfie vele e complice le agevolazioni per gli studenti si raggiunge la quota di 2 642 tessere vendute. Torna l'entusiasmo per una possibile rinascita e ritorno agli antichi splendori ma le speranze svaniscono nell'arco di un biennio. La società nell'estate del 1989 non può cedere alla corte di Milan e Juventus nei confronti di Casiraghi che verrà ceduto alla squadra bianconera per la cifra record di 6 miliardi di lire, la cessione più costosa della storia della squadra brianzola. Dopo una salvezza in extremis la squadra di Pierluigi Frosio non riesce a ripetersi l'anno successivo e nello spareggio salvezza di Pescara il Monza viene sconfitto dal Messina per 1-0. Una retrocessione inattesa che rimette in discussione i piani societari.

### L'accordo con il Milan e la fine della gestione Giambelli

Il Monza che ottenne la promozione in Serie B al termine della stagione 1991-92.

La retrocessione porta un cambiamento alla guida tecnica della squadra biancorossa, chiamando in panchina il giovane zonaiolo Franco Varrella. Il matrimonio però è molto controverso e la stagione successiva viene optata una scelta interna con la promozione di Giovanni Trainini quale allenatore della prima squadra, dopo aver svolto un ottimo lavoro nel settore giovanile. Fin dall'inizio si nota l'impronta dell'allenatore bresciano il quale porta all'esordio in Serie C1 diversi giocatori, tra cui Anselmo Robbiati.
Il Monza torna in Serie B il 31 maggio 1992 pareggiando per 1-1 la gara decisiva in casa contro il Chievo davanti a 12 000 spettatori, vincendo così il duello a distanza contro i rivali lariani. La permanenza in Serie B dura l'arco di un biennio; nel torneo 1992-1993 la squadra si salva in extremis. Alla trentesima giornata vince 1-0 in trasferta contro la Fidelis Andria e si porta a 27 punti e potrebbe avviarsi verso una salvezza tranquilla, ma durante le ultime otto partite raccoglie solo sei punti (frutto di altrettanti pareggi); la squadra chiude il campionato realizzando appena 24 reti, 18 delle quali realizzate dalla coppia formata da Edoardo Artistico e Anselmo Robbiati (8+10). Nel campionato successivo non riesce a ripetere l'impresa, retrocedendo con alcune giornate d'anticipo. Per il Monza si prospetta un altro mesto ritorno in Serie C.

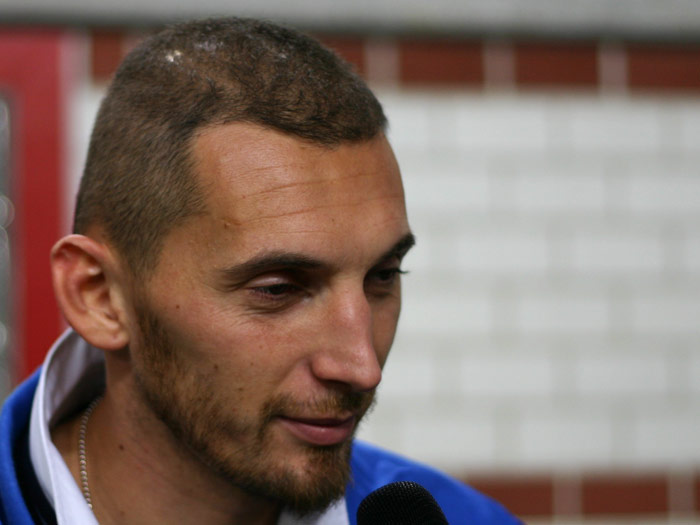
Christian Abbiati, portiere del Monza dal 1994 al 1998.

I brianzoli raggiungono i play-off nella stagione 1994-1995 e in quella successiva ma in entrambe le occasioni vengono eliminati in semifinale prima dal Fiorenzuola poi dall'Empoli. Nel 1997 il geometra Giambelli stringe un complesso accordo di collaborazione con il Milan che di fatto subordinava il Monza quale società satellite dei rossoneri. Negli anni successivi il club di via Turati manda al Monza una serie di giovani calciatori. La squadra, con Luigi Radice in panchina, conclude la sua rincorsa verso i play-off raggiungendo il 5º posto all'ultima giornata. Dopo aver battuto il Brescello nella doppia sfida delle semifinali, il 15 giugno 1997 il Monza torna in Serie B vincendo sul neutro di Ferrara la finale contro il Carpi. La partita finisce 3-2 con le reti di Pietranera, Cancellato e Asta per i biancorossi.

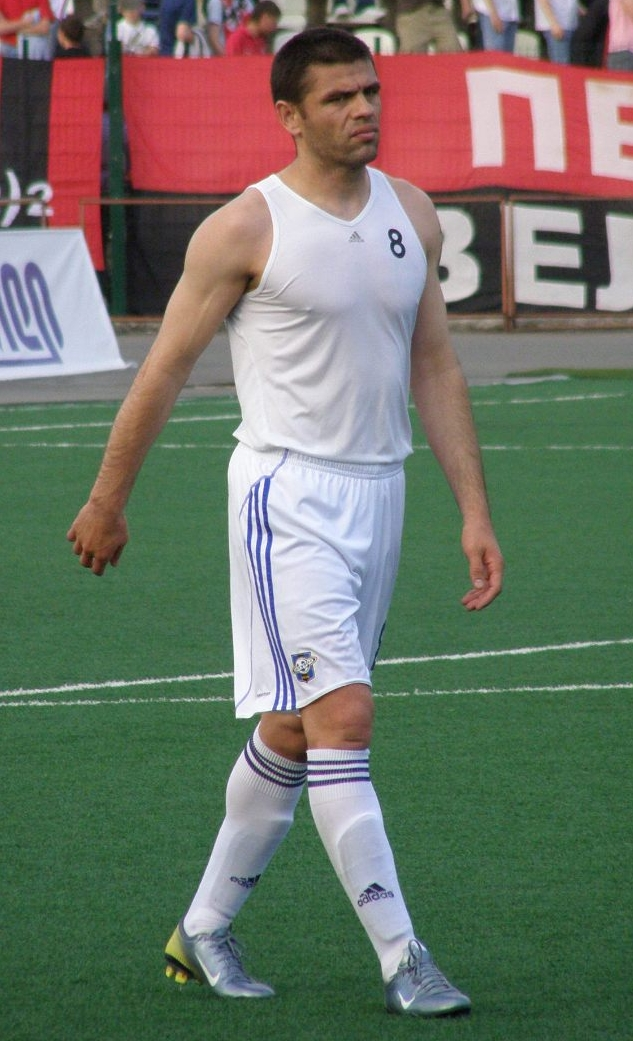
Il bosniaco Marko Topić, attaccante del Monza dal 1998 al 2000.

La società monzese torna in Serie B e, contro i pronostici di inizio stagione, riesce a conquistare una salvezza, seppur sofferta. In attacco la squadra brianzola schiera il liberiano Zizi Roberts, primo giocatore di colore a vestire la casacca biancorossa, noto soprattutto per la sua amicizia con la stella rossonera George Weah. La squadra arranca ma nel mercato di riparazione mette a segno un colpo importante, portando a termine la trattativa per il bomber salentino Cosimo Francioso, determinante ai fini della salvezza con i suoi 14 gol in 23 partite. Decisivo sarà il ritorno sulla panchina brianzola di Pierluigi Frosio al posto di Bruno Bolchi e la vittoria per 2-0 sul campo della Reggiana alla penultima giornata. Si mettono in luce diversi calciatori, tra cui un giovane Christian Abbiati, all'esordio tra i professionisti.
Si apre un ciclo che vedrà il Calcio Monza in Serie B per altri quattro anni, disputando campionati senza gloria e senza infamia con il solo scopo del raggiungimento della salvezza a fine stagione. I rapporti con il Milan si fanno sempre più intensi e intanto in riva al Lambro provengono diversi stranieri, dopo circa ottant'anni di completa autarchia italiana nella gestione della rosa. A Monza giungono i croati Smoje e Brnčić, il bosniaco Topić e il francese Evra, giocatori semisconosciuti che però conquistano le simpatie dei tifosi.

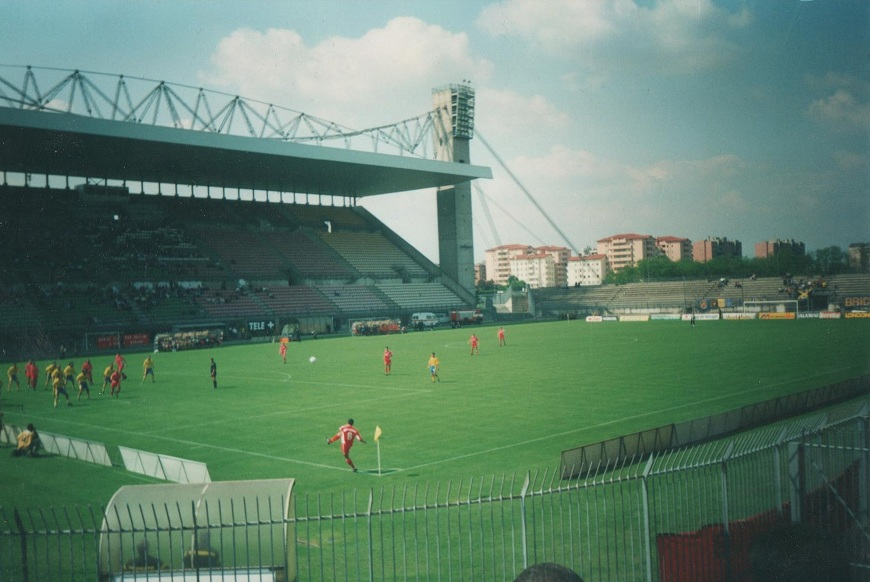
Una fase di gioco di Monza-Fermana della stagione 1999-00

Nel 1999 c'è l'addio di Valentino Giambelli alla guida della società biancorossa: un divorzio difficile, causato dalla contestazione continua da parte della tifoseria per i legami con l'ex Adriano Galliani e per costi di gestione diventati eccessivi per una piazza come quella di Monza. Il sodalizio brianzolo viene ceduto all'imprenditore friulano Pierino Fazzolari.

### Gli anni bui
Dopo poco più di 12 mesi di presidenza Fazzolari, nel gennaio del 2001 la dirigenza passa nelle mani di Massimo Belcolle, imprenditore locale presidente della Centrale del Latte, e del legale Cesare D'Evant. La squadra, nonostante l'arrivo di Marco Branca e di alcuni elementi scuola Milan come Aliyu, viene data da molti come una delle candidate per la retrocessione in Serie C1. La squadra ben figura in estate (vincendo con Perugia e pareggiando 1-1 in amichevole con la Juventus) e nelle prime partite di campionato ma il ruolino di marcia è di molto sotto le aspettative, chiudendo il girone di andata con soli 11 punti. Il clima di contestazione diventa pesante: non solo la curva, ma anche i club dei distinti, esprimono il loro sdegno nei confronti di una società che stava cadendo nel baratro. A fine gennaio arriva una scossa da parte della dirigenza: esonerato Antonelli, al suo posto arriva Gaetano Salvemini. L'allenatore emiliano sortisce l'effetto rivitalizzante e fa conquistare alla compagine brianzola un bottino di 17 punti nelle prime 9 partite del ritorno ma le fievoli speranze di salvezza si esauriscono dopo un filotto negativo di 6 sconfitte. Per il Monza ormai la retrocessione in Serie C1 è inevitabile: l'abbandono matematico della categoria cadetta avviene alla terz'ultima giornata con l'Empoli. Invece l'ultima partita in Serie B è datata 10 giugno 2001 quando il Monza, davanti a 104 paganti (record negativo in Serie B), imbottito di giovani batte la Pistoiese in una partita senza alcun valore per la classifica.
(Giorgio Vitali, responsabile dell'area tecnica, alla presentazione della squadra - 16 luglio 2001)
Acquisita la retrocessione in terza serie, Belcolle rivoluziona la squadra, dando un netto taglio alle spese, affidandola nelle mani di mister Simone Boldini. L'obiettivo è un immediato ritorno in Serie B ma l'iniziale entusiasmo verrà meno nell'arco di poche partite. Alla 4ª giornata il Monza è già ultimo; a parte qualche soddisfazione contro squadre di vertice, i biancorossi non si schioderanno mai dalla zona play-out. Neanche il ritorno di Roberto Antonelli sulla panchina brianzola riesce a dare speranza a una squadra priva di identità e di carattere che precipita verso la Serie C2, un disonore per la società monzese che all'alba del suo 90º compleanno vede raggiungere il traguardo più basso della sua storia.
Per il Monza l'onta di un declino è una realtà. La società passa nelle mani di Priamo Atzeni, imprenditore sardo, con D'Evant che rimane alle spalle e osserva l'operato del nuovo presidente. La stagione 2002-03 termina con la squadra a ridosso dei play-off.

### Il fallimento e la rinascita
La situazione è ormai al collasso: la società brianzola non ha più una sede, gli allenamenti vengono organizzati autonomamente in quanto il “Monzello” è sotto sequestro e le partite interne sono disputate allo stadio Breda di Sesto San Giovanni perché il comune ha tagliato l'erogazione di acqua e gas al Brianteo. Atzeni si trova tra le mani una società sommersa dai debiti; la strada verso la bancarotta e il 18 marzo 2004 il Calcio Monza fallisce.
(Giovan Battista Begnini in merito all'acquisizione all'asta del Calcio Monza)
Grazie all'opera del giudice Maurizio Fontana, sfruttando un decreto legislativo che permette di istituire il regime di esercizio provvisorio di attività, la società viene messa all'asta ripulita dei debiti accumulati dalla precedente gestione. Alla terza convocazione d'asta del 3 giugno 2004 si presenta Gianbattista Begnini, imprenditore impegnato nel campo dell'edilizia nonché vicepresidente dell'Atalanta, il quale acquista il sodalizio assegnandogli la denominazione di Associazione Calcio Monza Brianza, in vista della futura istituzione della provincia brianzola, configurando così una società volta ad inglobare il tifo dell'area circostante.
Nella stagione 2004-2005 si riparte con un gruppo rinnovato e due ritorni al passato: l'allenatore Giovanni Trainini e il fantasista Anselmo Robbiati. Il gruppo non è giovane, però di qualità composto da giocatori esperti nella categoria. Il Monza naviga nelle parti alte della classifica ma i risultati sono fin troppo altalenanti per una squadra che punta alla promozione. La società decide il cambio di guida tecnica, chiamando sulla panchina biancorossa Antonio Sala, il quale imprime una spinta decisiva nella rincorsa play-off, raggiungendo il terzo posto finale. Negli spareggi il Monza affronta nella doppia sfida la Valenzana: all'andata in terra piemontese finisce 0-0 mentre il ritorno in casa è drammatico e i brianzoli vengono sconfitti per 3-2, con gli orafi che realizzano i tre penalty assegnati dal direttore di gara. Un epilogo beffardo per una società con grandi ambizioni.
Nell'estate del 2005 avviene il cambio della guida tecnica ma il gruppo rimane pressoché lo stesso della stagione precedente: viene chiamato Giuliano Sonzogni, molto vicino alla famiglia Begnini ed esperto della categoria. Una esperienza nuova per il "baffo di Zogno", abituato alle piazze calde del Sud Italia nonostante sia di origini bergamasche. La squadra parte per il ritiro di Bormio, consapevole di un possibile ripescaggio in Serie C1, vista la precaria situazione economica di diverse società in terza serie. La stagione parte con il botto, infatti i brianzoli eliminano nel primo turno di Coppa Italia il Lecce (formazione di Serie A) nella gara unica giocata al Brianteo: dopo l'1-1 dei tempi regolamentari, ai rigori finisce 5-3. L'impresa non si ripete nel turno successivo quando la squadra biancorossa viene fermata dal Pavia dopo i calci di rigore.

#### Il ripescaggio
All'indomani dell'eliminazione dalla Coppa Italia giunge la notizia dalla federazione che la società aspettava da due mesi: il Monza viene ammesso alla Serie C1. I gironi vengono subito compilati e come già successo nella stagione precedente viene adottata una divisione "verticale", diversa rispetto al tradizionale taglio Nord-Sud. I brianzoli sono inseriti nel girone A: tra le squadre più temibili vi sono Padova, Pavia (finalista la stagione precedente), Spezia, Genoa (retrocesso per illecito sportivo) e Salernitana (ripartita dalla C1 grazie al Lodo Petrucci).
L'avvio è sorprendente e dopo quattro giornate i brianzoli si ritrovano da soli in vetta alla classifica a punteggio pieno. La squadra subisce un calo verso la fine del girone d'andata e il cammino verso i play-off sembra ormai compromesso, visto il trend negativo e il valore della rosa. Il gruppo però è forte e conquista 6 vittorie in sette partite, tornando prepotentemente in zona play-off. La matematica qualificazione viene conquistata il 1º maggio sul campo del fanalino di coda Fermana. In semifinale i biancorossi affrontano nella doppia sfida il Pavia. La gara di andata finisce 1-1 con Bertolini che risponde al vantaggio iniziale di Veronese. Il ricordo della stagione precedente è ancora vivo nella mente della dirigenza, la quale fa in modo di caricare al massimo la squadra per affrontare con la giusta determinazione la gara; dopo appena 5' il Monza passa in vantaggio con Bertolini e al 10' l'attaccante lecchese firma il raddoppio, chiudendo in anticipo la pratica qualificazione.
 Genoa -  Monza
Genoa: Scarpi, Ambrogioni, De Vezze, Lamacchi, Stellini, Baldini, Rossi (53' Botta), Coppola, Zaniolo (71' Grabbi), Moretti, Iliev (88' Bacis).  Allenatore: Vavassori
Monza: Carrara, Campi, Barjie, Espinal, Dos Santos, Zaffaroni, Coti (77' Guidone), Menassi (67' Magrin), Bertolini, Tricarico, Pontarollo (56' Egbedi). Allenatore: Sonzogni
Arbitro: Damato di Barletta
Marcatori: 60' Egbedi
Spettatori: 31 000
Il Monza affronta in finale il Genoa, una squadra che poco o nulla ha a che fare con la Serie C. Il match di andata è
contraddistinto dalle forti misure di sicurezza per fronteggiare l'invasione dei tifosi liguri, limitando la capienza a 9 900 posti. La lotta è impari e i rossoblu vincono per 2-0. Il ritorno sembrerebbe una pura formalità ma invece la partita è vera e i brianzoli con una prova di carattere cercano di riaprire il discorso promozione; Egbedi porta in vantaggio i biancorossi, ammutolendo lo stadio di Marassi, ma negli ultimi minuti viene alzata una barricata dalla difesa genoana che mantiene il risultato invariato. Al Monza non rimane che il ricordo di un'annata sopra le righe e di aver sfatato il "tabù Genova".
All'indomani della sconfitta nella finale play-off, la società si mette al lavoro per allestire una squadra in grado di confermare i risultati della stagione precedente. Alcune pedine dell'undici titolare vengono cedute a società di serie maggiore ma vengono prontamente sostituite da valide alternative. Come nella stagione precedente, il Monza prende parte alla Coppa Italia maggiore e sorprende nuovamente: dopo aver eliminato il Bari al 1º turno (1-0 con rete di Egbedi), lotta alla pari con la Lazio per oltre 120' (nei novanta minuti la partita termina 1-1 con Beretta che a pochi minuti dal termine risponde al vantaggio iniziale siglato da Zauri) ma viene fermato dai biancocelesti ai calci di rigore.
La nuova partenza consente alla squadra di rimanere in testa per undici giornate nelle prime tredici partite. Un calo nei mesi di dicembre e gennaio (5 punti in sette partite) allontana i brianzoli dalla zona play-off. La squadra di Sonzogni raggiunge la matematica certezza della partecipazione agli spareggi solo all'ultima di campionato: il successo sul Pizzighettone vale il 5º posto, in virtù degli scontri diretti favorevoli con il Cittadella, giunto anch'esso a 54 punti.
All'andata il Monza viene sconfitto dal Sassuolo per 1-0 ma al ritorno i biancorossi con una grande prova di carattere vincono per 4-2. Nella finale d'andata contro il Pisa, in una gara molto combattuta, i brianzoli vincono per 1-0 con Fabiano che trasforma il rigore assegnato dal direttore di gara per fallo su Beretta. Un risultato che però non basta a realizzare il sogno promozione, in quanto all'Arena Garibaldi di Pisa, i nerazzurri vincono per 2-0 ai tempi supplementari.

#### Il ridimensionamento
Nella stagione 2007-2008 il Monza torna nell'anonimato di centro classifica e conclude il girone A di Serie C1 al 9º posto una stagione senza acuti e senza grandi ambizioni. Il 19 giugno, dopo un susseguirsi di conferme e smentite, viene ufficialmente presentato alla stampa e ai tifosi il nuovo allenatore Dario Marcolin.
Questi viene esonerato a causa degli scarsi risultati ottenuti sotto la sua guida; al suo posto viene richiamato Giuliano Sonzogni, profondo conoscitore della categoria ed esperto di salvezze miracolose. Dopo un girone di ritorno molto travagliato, la salvezza giunge sì ma solo all'ultima giornata, grazie al 3-3 in casa del Lumezzane: viene così scongiurato il baratro dei play-out.

### I vari cambi di proprietà

#### Il cambio societario del 2009

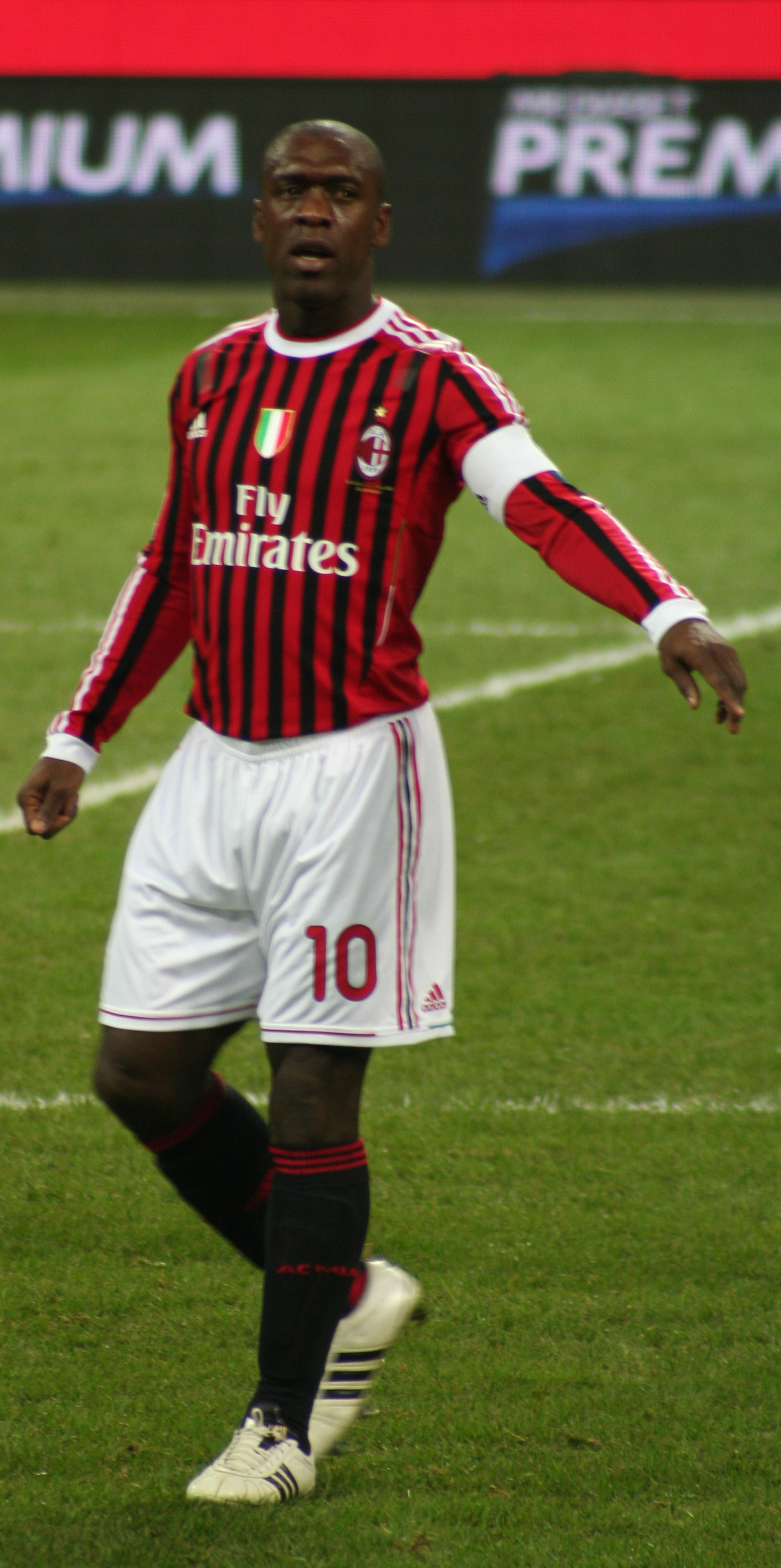
Clarence Seedorf nel 2012 con la maglia del, fu uno dei soci entranti del cambio societario del 2009

Il 18 giugno 2009 alcuni giornali hanno riportato la notizia dell'acquisizione del Monza da parte di Salvo Zangari, socio di Reply S.p.A., e del gruppo On International, con a capo il giocatore del Milan, Clarence Seedorf. Assieme a quest'ultimo anche Giuseppe Bergomi, ex calciatore dell´Inter e della nazionale italiana, mentre Salvo Zangari ha guidato una cordata comprendente, tra gli altri, l'avvocato Stefano Salaroli (che ha assunto la carica di presidente).
La prima stagione della nuova gestione si è conclusa con un decimo posto frutto di un iter altalenante, con qualche acuto con le big del campionato ma con molte occasioni sprecate e parecchi pareggi (quattordici).

#### 2010-2011: la crisi societaria e il cambio di CdA
Il 16 novembre 2010, a seguito di una spaccatura tra Clarence Seedorf e il Consiglio di Amministrazione circa la decisione del nuovo allenatore che avrebbe dovuto subentrare ad Alessio De Petrillo - nel frattempo esonerato e sostituito dalla coppia Vito Tammaro-Riccardo Monguzzi, nonché a seguito di altri dissidi sempre concernenti la gestione della società, si sono dimessi irrevocabilmente dalle loro cariche il presidente Stefano Salaroli, il vicepresidente Pier Angelo Mainini e il consigliere Salvo Zangari.
Questa è la principale ragione dell'improvviso terremoto societario: mentre la maggioranza dei membri del CdA erano a favore della scelta, come allenatore della prima squadra, dell'italiano Fulvio Saini (peraltro già ex giocatore biancorosso), Seedorf aveva proposto invece il nome di un olandese a lui vicino e, messo in minoranza, aveva tentato di allargare il numero di membri del Consiglio di Amministrazione da 5 a 7, con l'evidente scopo di ottenere la maggioranza.
Si è inizialmente pensato che avrebbe lasciato il Monza anche Beppe Bergomi, allenatore della squadra allievi, ma non si sono più avute notizie in merito.
Voci insistenti hanno inizialmente dato come possibile nuovo presidente il figlio dell'imprenditore Valentino Giambelli, già presidente del Monza negli anni ottanta, e Valerio Fiori come uno dei nuovi consiglieri, affermazioni poi risultate false.
È da segnalare il generale attaccamento manifestato nei confronti dei membri dimissionari, amati e benvoluti dai tifosi, e il dispiacere per le loro dimissioni (anche il presidente della provincia di Monza Dario Allevi si è congratulato con i tre membri per il lavoro svolto), mentre Seedorf è stato pesantemente contestato con striscioni durante la partita Monza-Cremonese del 21 novembre 2010.

#### La gestione Magnoni e l'interim di Rigamonti
Dalle ore 12 di sabato 27 novembre 2010 è entrato in funzione il nuovo CdA, formato da Alberto Mascaretti, da Luca Magnoni (uno dei figli di Giorgio Magnoni, la cui famiglia è la maggiore azionista della Sopaf), dall'avvocato Antonello Martinez del Foro di Milano e dal professor Maurizio Leonardo Lombardo dell'Università Bocconi di Milano; per il 12% di proprietà di Salvo Zangari è stato nominato Francesco Vincelli, agente di Groupama. L'11 dicembre 2010 il CdA ha eletto presidente Luca Magnoni.
La stagione si conclude con la retrocessione dopo aver perso i play-out contro il Pergocrema.
Dopo vari altri addii, il 18 giugno 2011 ha lasciato il Monza anche Beppe Bergomi, allenatore della squadra Berretti; Bergomi allenerà le giovanili dell'Atalanta. Il 24 giugno 2011 si è diffusa la notizia secondo cui Clarence Seedorf sarebbe in procinto di lasciare anch'egli il Monza.
Il 19 luglio la società ha ufficialmente dichiarato di essere in vendita e di non poter sostenere le spese necessarie al ripescaggio in Serie C1, avendo un debito di oltre 3,9 milioni di €. L'annuncio ha causato indignazione nel mondo dei tifosi biancorossi, che già da mesi avevano ipotizzato questo scenario, ma che mai si sarebbero aspettati che in soli otto mesi di gestione Magnoni si potesse originare un debito di queste proporzioni. Il fatto di avere un bilancio in forte passivo, inoltre, pregiudicherebbe, secondo le norme previste dal diritto sportivo, l'iscrizione stessa al campionato, a prescindere dalla serie in cui si milita. Inoltre, molti hanno sollevato dubbi in merito all'acquisto del Monza, ritenendo che nessuno comprerebbe un club appena retrocesso e con un debito tale.
Malgrado tutto, a seguito della retrocessione dell'Alessandria e del Ravenna in quanto implicate nello scandalo Scommessopoli, il 27 agosto il Monza ha ufficialmente annunciato di essere stato iscritto dalla FIGC al campionato 2011-12 in Prima Divisione.
Nel bel mezzo di un campionato con molti pareggi, molte sconfitte e pochissime vittorie, il 26 gennaio 2012 si diffonde la notizia che l'imprenditore lissonese Davide Erba, già presidente della Fiammamonza, sarebbe intenzionato ad acquistare il Monza, coprendo anche i debiti societari (oltre 4.000.000 di euro). Erba ha tuttavia in seguito abbandonato le trattative.
La stagione prosegue con risultati deludenti; a poche partite dalla fine del campionato l'allenatore Gianfranco Motta viene esonerato e sostituito dal vice Riccardo Monguzzi, nella speranza che il Monza riesca a salvarsi nei play-out. Tuttavia la partita con il Viareggio si conclude con un pesante 4-1 a svantaggio del Monza, che retrocede in Lega Pro Seconda Divisione, proprio nell'anno del suo centenario.
Negli stessi giorni della retrocessione, inoltre, l'A.C. Monza e Brianza 1912 viene deferito insieme ad alcuni suoi giocatori dal procuratore federale Stefano Palazzi nell'ambito dell'inchiesta sul Calcioscommesse. In primo grado la giustizia sportiva condanna la società a partire da -5 nel corso della stagione 2012-2013. Il Monza, ricorso in appello, ha visto la sua penalità venir ridotta a -4.
In questo contesto, il 20 giugno 2012 si diffonde la notizia di un probabile passaggio del presidente Magnoni al Siena e della possibile uscita di Clarence Seedorf dal gruppo degli azionisti, in vista anche del suo passaggio dal Milan al Botafogo. Il 3 luglio Luca Magnoni si è dimesso dalla carica di presidente del club, assunta ad interim dall'amministratore delegato Nicola Rigamonti.
Dopo un inizio di stagione non esaltante, segnato da un'accelerazione nelle trattative per la vendita del club biancorosso, a seguito di ulteriori difficoltà economiche (a causa delle quali non sono peraltro stati pagati i giocatori per oltre due mesi), il 15 ottobre 2012 i membri del CdA hanno rassegnato le dimissioni. Il 25 ottobre è stato eletto amministratore unico Maurizio Carlo Prada.

#### L'anno del Centenario (2012)
Il primo settembre 2012 viene festeggiato il Centenario della società: dopo le celebrazioni iniziate con la Santa Messa in Duomo, la festa è proseguita al teatro Manzoni (nel cuore della città). Presenti alcuni personaggi delle vecchie glorie del Calcio Monza (dai presidenti, ai calciatori, allo staff). Inaugurata la nuova maglia del 100º anniversario con sponsor tecnico Adidas, che prende spunto dalla maglia degli anni '70, cioè rossa con a lato sinistro una banda bianca verticale a finto cuoio che si protrae anche sui pantaloncini. Adottato anche un logo apposito per la stagione centenaria.

### Il nuovo passaggio di proprietà

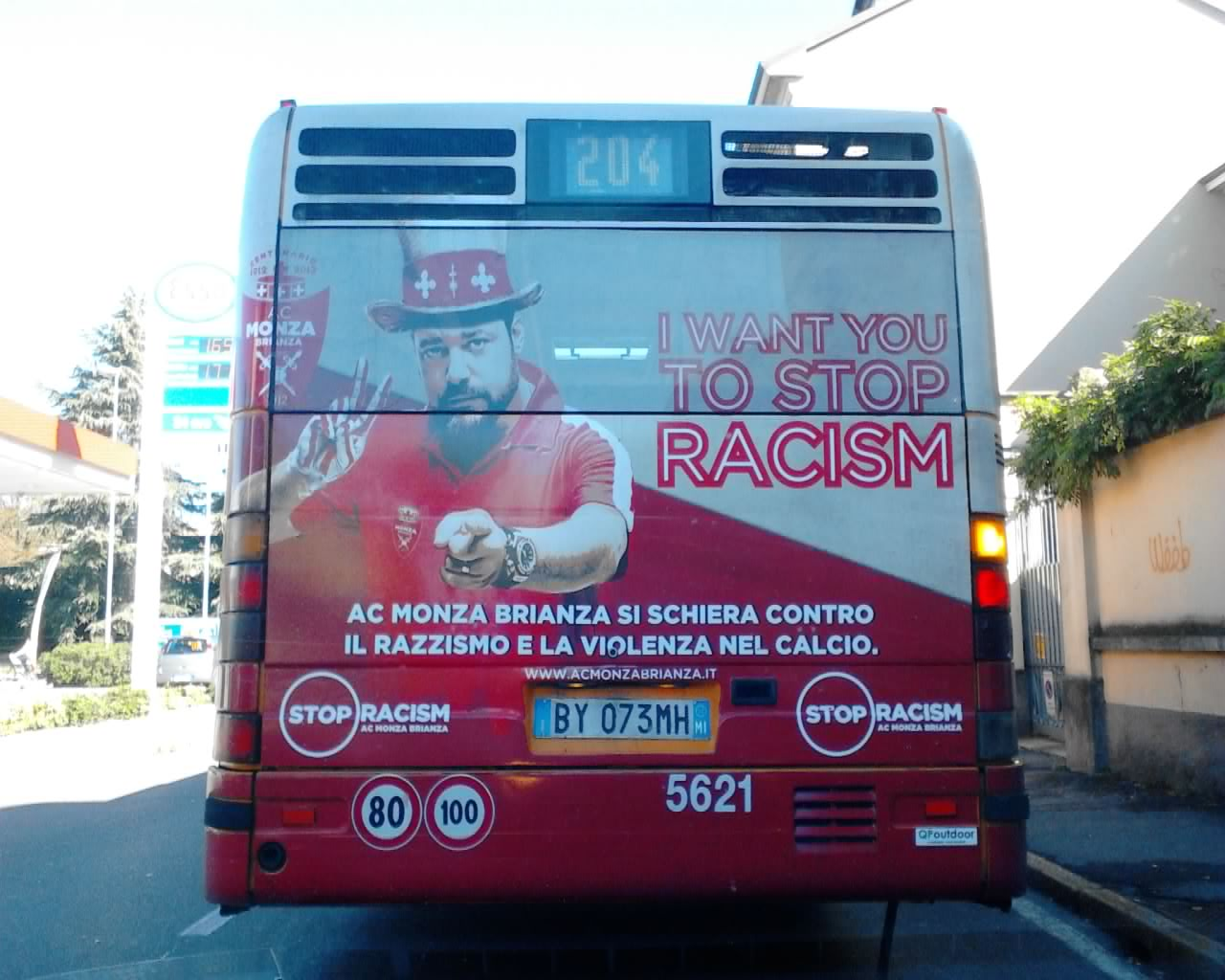
Mezzi pubblici a Monza sponsorizzati da Anthony Armstrong Emery contro il razzismo

Il 12 maggio 2013, dopo un mese di indiscrezioni, il Monza ha ufficialmente comunicato l'avvenuto passaggio di proprietà tra Clarence Seedorf e il costruttore anglobrasiliano Anthony Armstrong Emery, già proprietario della squadra brasiliana Alecrim Futebol Clube.
Deborah Martins, incaricata da Seedorf di condurre le trattative per la cessione del club, ha specificato che la vecchia proprietà ha ceduto la totalità delle azioni del Monza. La nuova proprietà si è presentata alla stampa il 17 maggio 2013.
Nel frattempo la squadra, penalizzata di 6 punti, arriva quinta nel campionato di Lega Pro Seconda Divisione 2012-2013 e si qualifica ai play-off.
Ai play-off il Monza, guidato dall'allenatore Antonino Asta al primo anno tra i professionisti dopo aver allenato nelle giovanili del Torino, elimina il Bassano con due vittorie (1-0 e 2-1), ma si arrende in finale all'Unione Venezia (0-0 in casa e 2-3 in trasferta).
Nella stagione in corso 2013-2014 il presidente Anthony Armstrong Emery ha iniziato una forte campagna contro il razzismo negli stadi. Il Monza per tutta la stagione giocherà con la maglia senza sponsor, ma con la scritta "Stop racism".
Il 6 aprile 2014, grazie alla vittoria 4-0 sulla Torres, conquista l'ammissione nella terza serie con tre turni d'anticipo.

### 2015: crisi e fallimento
Nel campionato di Lega Pro 2014-2015 la squadra, a seguito della sospensione del pagamento degli stipendi da parte del presidente Armstrong (coinvolto in un grave scandalo finanziario legato alle sue attività e successivamente resosi latitante a Dubai per sfuggire al mandato d'arresto spiccato dalle autorità inglese), mette in mora la società.
Il 13 dicembre 2014 le quote di maggioranza passano all'inglese Dennis Bingham, che dichiara di avere le risorse per pagare gli stipendi arretrati e ripianare i debiti. La promessa non viene tuttavia mantenuta e la società non viene ricapitalizzata, dando adito ad illazioni secondo le quali Bingham fosse un creditore di Armstrong, il quale gli aveva dato in pegno il Monza affinché, mediante un'ulteriore vendita, potesse recuperare parte del credito vantato.
Il rovescio causa il deposito delle prime istanze di fallimento da parte di alcuni sponsor e fornitori: in questo clima, nella serata del 13 gennaio, Bingham cede il Monza a Piero Montaquila, che si dichiara a capo di una cordata di imprenditori; qualche mese dopo viene nominato presidente il socio Paolo Di Stanislao, broker e affarista teramano, già delegato al marketing della Lazio, che dal 2005 aveva tentato di "scalare" diversi club professionistici e nel 2008 era stato coinvolto nel fallimento del Lanciano (circostanza che gli era poi costata alcune condanne per bancarotta fraudolenta, riciclaggio di assegni, truffa e altri reati fiscali).
La situazione non migliora: ritardi ed inadempienze nel pagamento degli stipendi e dei contributi dovuti a dipendenti e alla Lega Italiana Calcio Professionistico seguitano ad accumularsi, causando l'irrogazione di 6 punti di penalità alla squadra da scontare nel campionato in corso. Nel mese di maggio 2015 i giocatori rendono noto di avere difficoltà finanche a garantirsi vitto, alloggio e cure mediche, oltre ad aver subìto l'interruzione dell'erogazione di elettricità e gas allo stadio Brianteo; essi pertanto contestano a Montaquila e Di Stanislao (dichiarati "assenti") di non aver mantenuto le promesse economiche fatte all'atto dell'insediamento. In tali condizioni problematiche, la tifoseria organizzata monzese assume un ruolo determinante nel sostenere finanziariamente la squadra: una loro colletta riesce infatti a garantire i fondi necessari per una trasferta di campionato e per l'acquisto di generi di prima necessità.
Come emerso nei mesi ed anni seguenti, Montaquila e Di Stanislao avevano promesso una ricapitalizzazione da 1 180 000 euro da accreditare su un apposito conto bancario, previo deposito in garanzia di obbligazioni JP Morgan con scadenza 2022 del valore di circa 1 750 000 euro, procurate dall'ex sindaco di Como Stefano Bruni e intestate all'allora patron del Lecco Daniele Bizzozero (questi ultimi successivamente incriminati, arrestati e condannati per bancarotta e abusivismo finanziario in relazione a questa e altre circostanze non correlate). La perizia di stima per la valorizzazione delle obbligazioni era stata commissionata al commercialista Francesco Pierangeli, in precedenza inibito dalla Federcalcio dopo che, durante il suo mandato da sindaco unico dell’Andria BAT (club fallito nel 2013), aveva sottoscritto dichiarazioni della proprietà del club nelle quali veniva mendacemente dichiarato il regolare versamento dei contributi previdenziali ai tesserati. La perizia era comunque stata rigettata, in quanto essendo il Monza una società per azioni, l'azione ricognitoria non poteva essere affidata a un perito di parte, ma solo a un incaricato del Tribunale di Monza. Nondimeno, Montaquila e Di Stanislao avevano pure presentato una fideiussione al sindaco monzese Roberto Scanagatti, la quale a seguito di un controllo si era rivelata fasulla.
Il 27 maggio 2015 il tribunale di Monza, conclamando l'insolvibilità della situazione e le condotte illecite tenute, dichiara il fallimento dell'A.C. Monza Brianza 1912, il cui indebitamento viene quantificato in oltre 2 milioni di euro e nomina quali curatori fallimentari Elisabetta Brugnoni e Giuseppe Nicosia, incaricati di reggere l'esercizio provvisorio fino all'asta di liquidazione.
La squadra frattanto, sotto la guida del tecnico Fulvio Pea (che accetta di tagliarsi lo stipendio dell'80% per ridurre la voragine debitoria del club), termina la stagione regolare di Lega Pro al 16º posto del girone A, dovendo quindi giocarsi la salvezza ai play-out contro il Pordenone; la doppia sfida vede infine prevalere proprio il Monza, che vince per 0-2 in trasferta e per 6-3 in casa, mantenendo la categoria.
Nel mese di giugno 2015 l'intero complesso aziendale (ivi compresi debiti della società fallita, diritti pluriennali alle prestazioni dei calciatori, struttura ed organizzazione settore giovanile, immobilizzazioni materiali, indumenti, targhe, trofei, marchi sociali, rapporti contrattuali e di lavoro in corso di validità) viene messo all'asta giudiziaria, con l'obiettivo di ripianare l'indebitamento e garantire l'iscrizione di un rinnovato sodalizio al campionato di Lega Pro 2015-2016. Dopo cinque aste concluse senza alcun esito (sebbene i curatori fallimentari fossero riusciti a ridurre i debiti fino a 857.000 euro), il 24 giugno la squadra esce ufficialmente dal calcio professionistico italiano. Il giorno stesso il Tribunale di Monza decreta quindi la messa all'asta del marchio e della tradizione sportiva del club (libero dai debiti della precedente gestione), con prezzo base fissato a 150.000 euro e la possibilità di iscrivere successivamente un sodalizio rinnovato ad un campionato dilettantistico, dalla Serie D in giù.

### La presidenza Colombo: dalla Serie D alla Serie C
Il 2 luglio 2015, alla settima asta fallimentare (la seconda comprendente solo il marchio societario), l'offerta vincente risulta essere quella dell'imprenditore Nicola Colombo (figlio dell'ex patron del Milan Felice), affiancato dall'imprenditore Carmine Castella e dall'associazione di tifosi Comitato Cuori Biancorossi: si costituisce così la Società Sportiva Dilettantistica Monza 1912 a r.l..
Il 31 luglio 2015 la FIGC ufficializza l'affiliazione della S.S.D. Monza 1912 e l'iscrizione in sovrannumero al campionato di Serie D.
La nuova squadra viene affidata all'allenatore Alessio Delpiano (ex calciatore della squadra biancorossa), che viene tuttavia sollevato dall'incarico il 6 gennaio 2016 e sostituito da Sandro Salvioni, che a sua volta rescinde il contratto l'8 marzo seguente, aprendo la strada al reintegro dello stesso Delpiano. Il Monza chiude infine al decimo posto il girone B della Serie D.
Il 24 maggio 2016 la società ingaggia come allenatore Marco Zaffaroni (già calciatore biancorosso) alla guida della squadra per la stagione 2016-2017; la ragione sociale viene inoltre modificata in Società Sportiva Monza 1912 s.r.l.
L'ex tecnico della Caronnese traghetta i brianzoli al primo posto del girone B fin dall'inizio di stagione, dando vita ad un testa a testa con la Pergolettese: lo scontro diretto contro i gialloblù cremaschi dell'11 dicembre 2016 vede vittoriosi i biancorossi per 3-0. Da lì in poi il Monza accumula un grande vantaggio sulle dirette inseguitrici, Ciliverghe Mazzano e Pergolettese appunto, fino al 23 aprile 2017, quando, dopo soli due anni dal fallimento, la squadra brianzola ottiene la matematica promozione in Lega Pro, con tre giornate di anticipo, pareggiando al Brianteo nel derby contro il Seregno per 2-2. La squadra inoltre ha totalizzato il maggior punteggio in classifica su tutti i gironi di Serie D. Il 2 giugno 2017 vince lo Scudetto di Serie D battendo in finale 2-1 il Ravenna a Fermo.
Nella stagione 2017-2018 il Monza termina il campionato di Serie C girone A in quarta posizione con la migliore difesa (26 reti subite), ottenendo il diritto di partecipare ai play-off per la promozione in Serie B. I brianzoli vengono eliminati al secondo turno perdendo di misura (0-1) in casa contro il Piacenza.

### La proprietà Berlusconi: dalla Serie C alla Serie A

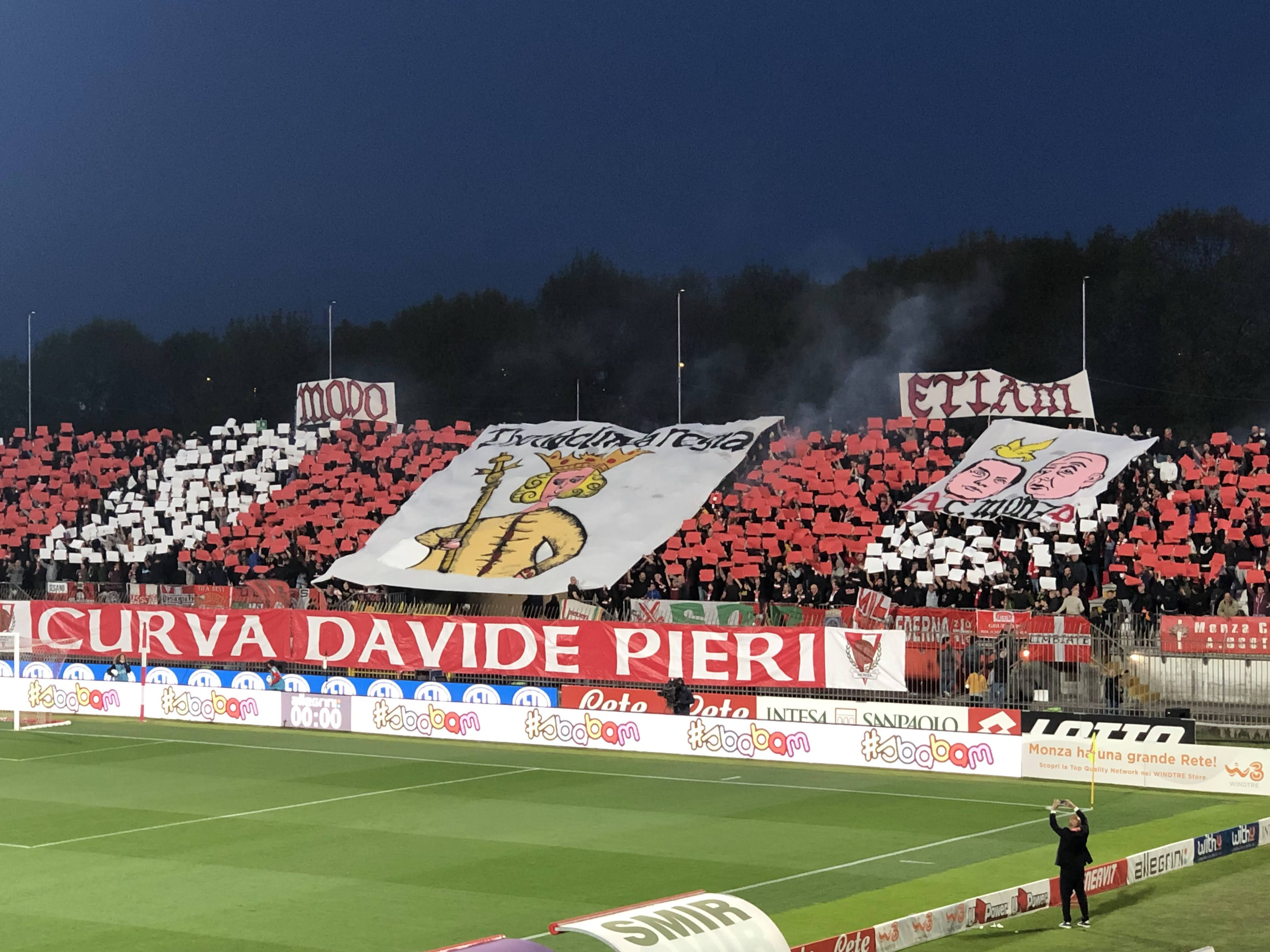
Coreografia della Curva Sud nel 2022: al centro, la regina Teodolinda; a destra, raffigurazioni del patron Silvio Berlusconi e di Adriano Galliani, quest'ultimo già dirigente brianzolo negli anni 80.

Il 6 settembre 2018 alcune fonti giornalistiche iniziano ad annunciare l'interessamento di Silvio Berlusconi e Adriano Galliani per l'acquisto del 70% del pacchetto azionario del club; le trattative con la famiglia Colombo procedono speditamente e già il 28 settembre successivo una nota ufficiale della Fininvest (la holding di riferimento dell'imprenditore milanese) annuncia l'acquisizione della totalità delle quote societarie. Con il benestare della nuova proprietà il consiglio di amministrazione conferma Nicola Colombo nella carica di presidente e nomina Adriano Galliani (che torna nell'organigramma biancorosso dopo 32 anni) amministratore delegato. La transizione si completa a marzo 2019, allorché la presidenza passa a Paolo Berlusconi, fratello di Silvio, e la famiglia Colombo esce definitivamente dalla governance del Monza. Tra le prime scelte del nuovo corso societario, viene esonerato l'allenatore Marco Zaffaroni, cui subentra Cristian Brocchi: i brianzoli arrivano quinti in Serie C, accedendo al primo turno dei play-off, e perdono la finale della Coppa Italia Serie C contro la Viterbese Castrense. Dopo aver eliminato Fermana e Südtirol nei primi due turni dei play-off, il Monza si ferma ai quarti di finale contro l’Imolese, che supera il turno con un doppio pareggio grazie al migliore piazzamento in classifica.

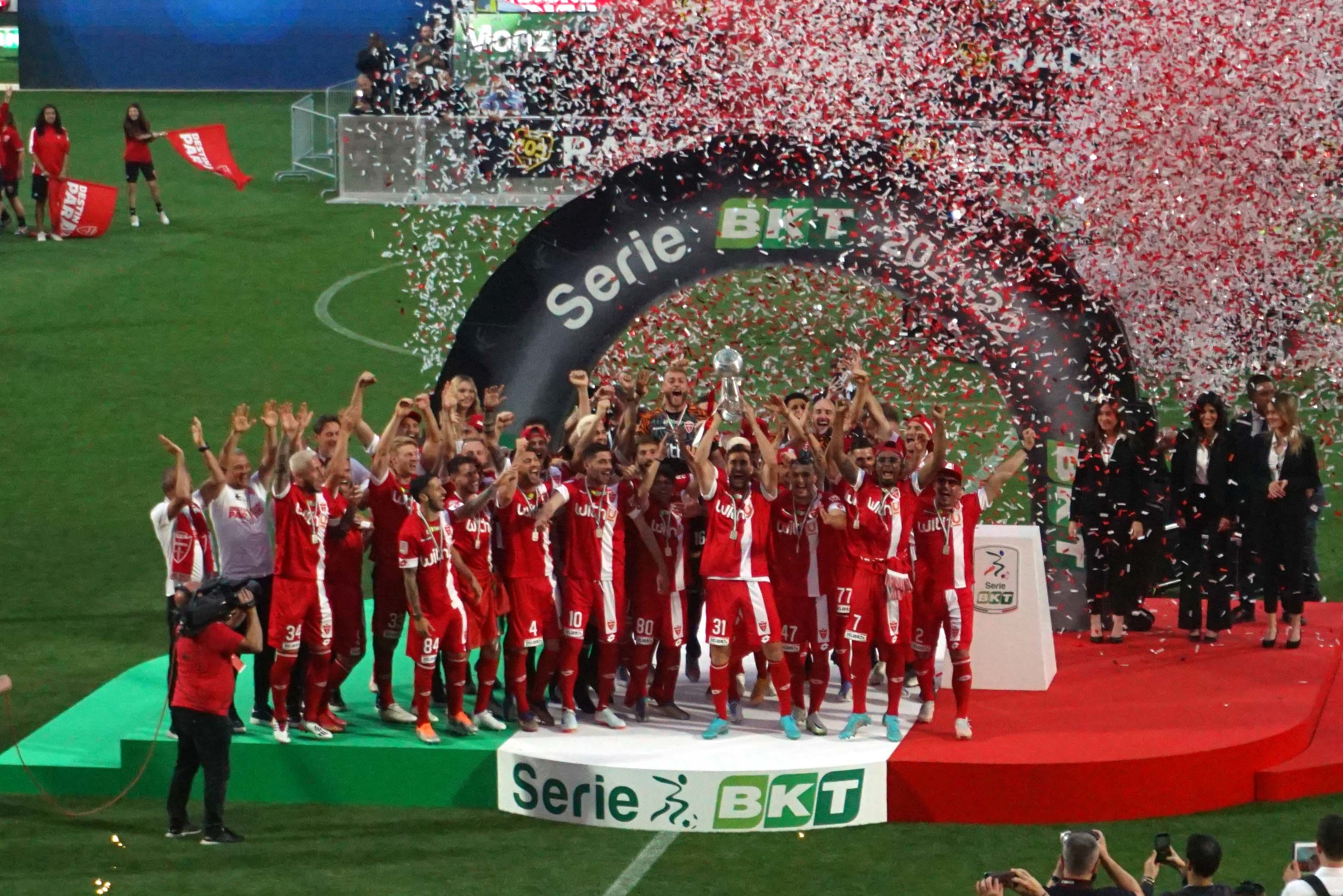
I giocatori del Monza sollevano la Coppa Nexus dopo la vittoria nella finale dei play-off del campionato di Serie B 2021-2022 e la conseguente promozione in Serie A.

Il 1º luglio 2019 la società cambia il nome in Associazione Calcio Monza. Nella sessione estiva di calciomercato l'amministratore delegato Galliani rinforza l'organico con giocatori di spessore come Lamanna, Rigoni, Bellusci, Finotto, Gliozzi, Sampirisi, Mosti e Franco. La squadra, affidata al confermato Cristian Brocchi, comincia la stagione 2019-2020 in modo eccellente, vincendo le prime cinque partite: si tratta di un record nella storia del club, che non aveva mai ottenuto cinque successi di fila all'inizio del campionato. Nel novembre 2019 l'organico viene ulteriormente puntellato con l'ingaggio a parametro zero del difensore Paletta. Il Monza chiude il girone d'andata primo in classifica e si laurea campione d'inverno. Nella sessione invernale del calciomercato vengono ingaggiati Lombardi dalla Recanatese, Rauti in prestito secco dal Torino e Morosini in prestito dal Südtirol, oltre a Dany Mota Carvalho e José Machin, entrambi con la formula del prestito con obbligo di riscatto (rispettivamente dalla Juventus e dal Parma). Stante la sospensione della stagione regolare decisa a marzo dagli organi federali a causa della pandemia di COVID-19, l'8 giugno 2020 il Monza viene dichiarato vincitore del campionato con 61 punti raccolti in 27 partite disputate e 16 lunghezze di vantaggio sulla Carrarese. Il club brianzolo torna così in Serie B dopo 19 anni.
Il campionato di Serie B 2020-2021 vede il Monza (sempre guidato da Brocchi e ulteriormente rinforzato) proporsi subito come squadra di vertice: il girone d'andata viene concluso al secondo posto a pari merito con la Salernitana; la serrata lotta per la promozione si protrae fino all'ultima giornata, ove i biancorossi rimangono in dieci uomini a mezz'ora dalla fine dell'ultima partita e perdono per 0-2 in casa contro il Brescia, mentre la Salernitana, battendo in trasferta il Pescara per 0-3, si aggiudica il secondo posto, valido per la promozione diretta in Serie A. La stagione del Monza, pur proficua (miglior piazzamento del club in cadetteria), si conclude con l'eliminazione alle semifinali dei play-off contro il Cittadella (sconfitta per 3-0 in trasferta e vittoria per 2-0 in casa).
Brocchi non viene riconfermato: nell'estate 2021 la panchina è affidata a Giovanni Stroppa. La stagione 2021-2022 termina sulla falsariga della precedente: il Monza perde all'ultima giornata in casa del Perugia e manca la promozione diretta, a beneficio della Cremonese, vittoriosa in casa del Como e promossa grazie al secondo posto in graduatoria. I biancorossi, classificati al quarto posto, sono comunque ammessi alle semifinali dei play-off, ove eliminano il Brescia e accedono alla finale contro il Pisa: la doppia vittoria brianzola (2-1 all'andata al Brianteo e 3-4 al ritorno all'Arena Garibaldi ai supplementari, dopo il 3-2 per i pisani maturato nei tempi regolamentari) vale al Monza, il 29 maggio 2022, la prima storica promozione in Serie A.
La prima storica stagione del Monza in Serie A vede i biancorossi attuare un imponente calciomercato in entrata: arrivano, tra gli altri, Andrea Ranocchia, rimasto svincolato dopo l'esperienza all'Inter, Alessio Cragno e Andrea Carboni dal Cagliari, Stefano Sensi in prestito dall'Inter, Matteo Pessina dall'Atalanta (che torna al Monza dopo aver giocato nelle giovanili e che indosserà la fascia di capitano), Nicolò Rovella dalla Juventus, Gianluca Caprari, reduce da un'ottima stagione all'Hellas Verona, Marlon dallo Shakhtar Donetsk, Warren Bondo dal Nancy, Andrea Petagna dal Napoli e Armando Izzo dal Torino.
La prima stagione dei brianzoli in Serie A tuttavia inizia con ben cinque sconfitte consecutive contro Torino, Napoli, Udinese, Roma e Atalanta. Alla sesta giornata, il Monza ottiene il suo primo storico punto in massima serie, al "Via del Mare" contro il Lecce, ma ciò non basta per salvare Giovanni Stroppa dall'esonero.
La dirigenza biancorossa, guidata dal patron Silvio Berlusconi e dall'amministratore delegato Adriano Galliani, affida dunque la panchina del Monza all'esordiente Raffaele Palladino, allenatore della primavera del club brianzolo.
Il tecnico di Mugnano di Napoli coglie all'esordio la prima vittoria da allenatore, nonché la prima storica affermazione del Monza, in Serie A, ai danni della Juventus, battuta 1-0 tra le mura amiche dell'U-Power Stadium, grazie al gol di Gytkjaer.
La squadra inizia a cogliere numerosi risultati positivi, risalendo fino a metà classifica al termine del girone d'andata, inframezzato dalla pausa per i mondiali di calcio 2022 in Qatar. Tra questi risultati spicca un pareggio in extremis contro l'Inter per 2-2 all'U-Power Stadium.
Il Monza inizia il girone di ritorno ottenendo un'altra storica vittoria contro la Juventus, stavolta a Torino, per 2-0, e diventando la seconda squadra nella storia (dopo l'Inter nella stagione 1929/1930) a cogliere due vittorie nei primi due incontri di Serie A contro i bianconeri.
I biancorossi continuano a stupire per tutto il girone di ritorno, cogliendo altri risultati importanti, come una storica vittoria a "San Siro" contro l'Inter (0-1 con gol di Caldirola), una vittoria per 3-2 contro la Fiorentina (in rimonta dall'iniziale svantaggio di 2 gol), e un successo per 2-0 contro il Napoli di Luciano Spalletti neo-campione d'Italia.
La prima stagione del Monza in Serie A vede i brianzoli issarsi all'undicesimo posto finale, con 52 punti, risultando la seconda miglior neopromossa esordiente nella storia della Serie A nell'epoca dei 3 punti (dopo il Chievoverona della stagione 2001/2002) - la migliore se si considerano solo i campionati di Serie A a 20 squadre dall'introduzione dei 3 punti a vittoria.
Pochi giorni dopo il termine della stagione, il 12 Giugno 2023, il patron Silvio Berlusconi, già debilitato da una leucemia mielomonocitica cronica, per la quale era già stato ricoverato in ospedale nel marzo 2023, muore all'età di 86 anni a seguito dell'improvviso aggravamento delle sue condizioni.
Nonostante i rumors relativi al possibile passaggio di proprietà del club brianzolo, Palladino viene confermato sulla panchina del Monza, insieme a molti elementi della rosa del precedente campionato, che però vede alcuni addii importanti: Stefano Sensi torna all'Inter, Marlon allo Shakhtar Donetsk e Nicolo Rovella alla Juventus, mentre Andrea Petagna viene ceduto al Cagliari. Arrivano invece in biancorosso il giovane Valentin Carboni in prestito dall'Inter, Giorgio Cittadini, in prestito dall'Atalanta, Jean-Daniel Akpa-Akpro dall'Empoli, Georgios Kyriakopoulos dal Sassuolo e Lorenzo Colombo, in prestito dal Milan, mentre Danilo D'Ambrosio e Roberto Gagliardini si uniscono ai brianzoli a parametro zero, dopo la scadenza del contratto con l'Inter.